# Rupe Atenea

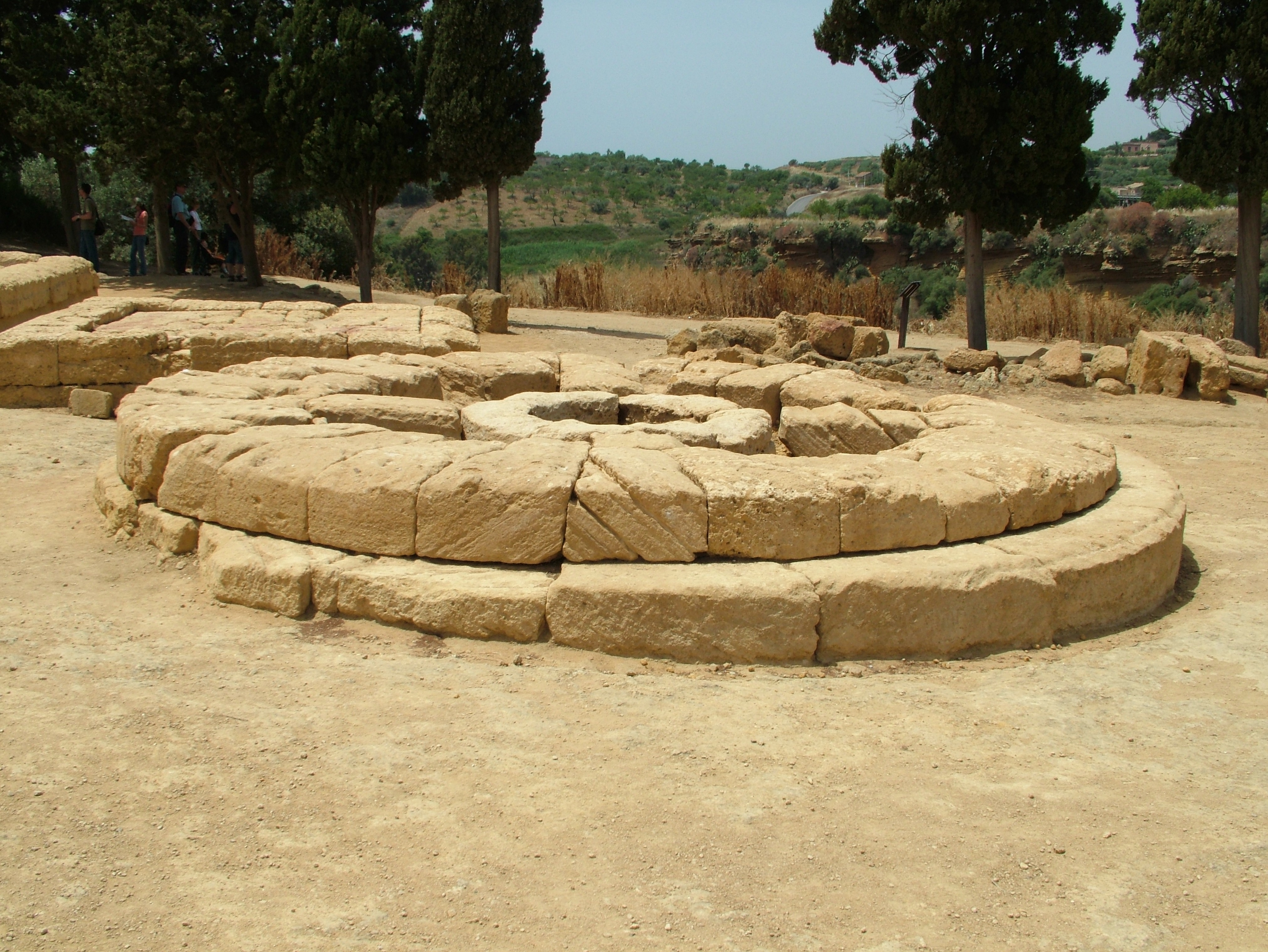
Santuario delle divinità ctonie

La rupe Atenea è il punto più alto dell'antica città di Akragas, l'attuale Agrigento, comune italiano capoluogo di provincia in Sicilia.

## Descrizione
Sulla rupe Atenea sono stati rinvenuti resti di un frantoio ellenistico e sulle sue pendici sud-ovest è conservato uno dei numerosi templi delle divinità ctonie, incorporato nella chiesetta medievale di San Biagio. Il tempio, di medie dimensioni (m 30,20x13,30), era dorico in antis. Se ne conservano il basamento, col caratteristico vespaio costituito da un graticcio di blocchi, e una parte cospicua delle strutture isodome dei lati e del fondo della cella, mentre l'abside della chiesa occupa la porta del tempio, conservando libera parte delle ante. Dallo scavo provengono resti del geison e della sima a protomi leonine (al Museo nazionale). 
Sul lato a valle, la terrazza su cui è sistemato il santuario è delimitata da un muro di témenos, con un accesso attraverso due strade scavate nella roccia. Lungo il lato nord del tempio, all'altezza della cella, sono due altari circolari, di cui quello a est presenta un anello di blocchi, che borda il piano dei sacrifici tagliato nella roccia e arrossato dal fuoco delle offerte, mentre quello a ovest, realizzato pure a grandi conci, reca al centro un foro e una cavità per le offerte infere. Il ritrovamento all'interno dell'altare di kernoi (vasi rituali) e, nell'area, di statuette e busti fittili caratteristici del culto di Demetra e Kore, insieme alla tipica forma circolare degli altari, consentono di attribuire il santuario alla coppia di divinità tanto popolari a Gela, e poi nella sua colonia, da far affermare a Pindaro che Agrigento era un vero e proprio Persephònas hédos ("sede di Persefone").
Attraverso un sentiero e una scaletta intagliata nella roccia (ambedue moderni) si valica a sud-ovest la linea delle mura e si raggiungono il santuario rupestre di Demetra e la chiesa di San Biagio. Il santuario è incentrato su due profonde cavità naturali, sistemate tuttavia artificialmente, che s'addentrano nella rupe, recando un flusso d'acque all'esterno, e su di un profondo tunnel a nord delle cavità, evidente sostituto delle originali condutture, costituite dalle cavità. La fronte delle grotte è guarnita da un edificio rettangolare, diviso in due vani nel senso della larghezza.
L'edificio è realizzato con poderosi muri a blocchi e fortemente rastremato sulla fronte, ed era coronato da una semplice cornice e forse da una grotta a teste leonine. Questa struttura costituiva una sorta di cisterna a due livelli, di cui quello inferiore riceveva il flusso d'acqua incanalato in tubature di cotto dalla grotta di destra e quello superiore presentava due porte d'accesso alle cavità e tre finestre in facciata (una minore al centro e due maggiori ai lati). Ai piedi della cisterna si trovano delle vasche intercomunicanti a vari livelli, mentre tutta l'area è delimitata da mura formanti un peribolo trapezoidale (aggiunto successivamente), la cui fronte reca aperture a pilastri per dar luce al peribolo stesso, e all'estremità nord-est due vasche costruite a blocchi. La struttura della cisterna, col peribolo aggiunto, risponde perfettamente alla tipologia delle fontane arcaiche e classiche, ben nota in tutto il mondo greco. 
Il ritrovamento di busti fittili e di ceramiche del VI e V secolo a.C. ha fatto lungamente discutere sulla natura cultuale del complesso, dimenticando che fino a epoca ellenistica avanzata non è possibile nel mondo greco dissociare funzioni sacrali e attività utilitarie in apprestamenti idraulici del genere, soprattutto se nati in età arcaica e classica. L'uso della fonte è iniziato infatti già in età protostorica, come mostrano ceramiche indigene anteriori alla fondazione di Agrigento: anche questo ha fatto parlare di sincretismo religioso, laddove siamo in presenza di una pura e semplice continuità d'uso (anche gli indigeni frequentatori della fonte avranno attribuito a loro volta caratteri sacrali al luogo) tra fase pre-greca e fase coloniale. La cronologia del complesso monumentale è assai controversa, giacché la datazione pre-greca del Marconi non ha alcun fondamento, mentre ricerche recenti (de Waele) tendono a buon diritto a collocare la struttura della fontana e il tunnel all'iniziale V secolo a.C., collegandoli all'intensa attività idraulica progettata da Feace, con restauri e aggiunte che si prolungano nel tempo almeno fino all'età ellenistica.
Sotto la punta sud-orientale della rupe Atenea, si trova la Porta I, che si apriva, alle pendici della rupe, su una strada tracciata nel vallone e diretta verso est. La porta, conservata per sei assise nel battente di destra, si apre al centro di un poderoso baluardo a tenaglia, uno dei rari esempi di particolari apprestamenti difensivi dell'intera cinta, in un punto di relativa debolezza del tracciato. Una prima torre difendeva il battente di sinistra della porta ed una seconda l'angolo sud-ovest del bastione. 
Ritornati sulla SS 118, ci si può avvicinare alla  Porta II, detta anche di Gela, profondamente incassata nella roccia, e, sulle pareti del taglio roccioso, a un piccolo  santuario rupestre con incassi per pinakes (alcuni semplicemente stuccati e perciò in origine soltanto, e non riportati), ai piedi dei quali erano piccole fosse con oggetti votivi databili da età classica a età romana.